# Кампинас-ду-Сул
Кампинас-ду-Сул (порт. Campinas do Sul)  —  муниципалитет в Бразилии, входит в штат Риу-Гранди-ду-Сул. Составная часть мезорегиона Северо-запад штата Риу-Гранди-ду-Сул. Входит в экономико-статистический  микрорегион Эрешин. Население составляет 5557 человек на 2006 год. Занимает площадь 261,321 км². Плотность населения — 21,3 чел./км².

## История
Город основан 31 января 1959 года. 

## Статистика
- Валовой внутренний продукт на 2003 составляет 78.696.045,00 реалов (данные: Бразильский институт географии и статистики).
- Валовой внутренний продукт на душу населения на 2003 составляет 13.985,44 реалов (данные: Бразильский институт географии и статистики).
- Индекс развития человеческого потенциала на 2000 составляет 0,789 (данные: Программа развития ООН).